# Pazeh
Le pazeh (ou kahabu) est une langue austronésienne de la branche des langues formosanes parlée à Taïwan près de la réserve d'eau naturelle de Puli.
La langue s'est éteinte en 2010 avec le décès de Pan Jin-yu, sa dernière locutrice. Les Pazeh parlent désormais le chinois minnan.

## Phonologie
Les tableaux présentent les phonèmes du pazeh :

### Voyelles
|         | Antérieure | Centrale | Postérieure |
| ------- | ---------- | -------- | ----------- |
| Fermée  | i [i]      |          | u [u]       |
| Moyenne |            | e [ə]    |             |
| Ouverte |            | a [a]    |             |

### Consonnes
|              |              | Bilabiales | Dentales | Alvéolaires | Alvéolaires | Palatales | Vélaires | Glottales |
| ------------ | ------------ | ---------- | -------- | ----------- | ----------- | --------- | -------- | --------- |
| Centrales    | Latérales    | Bilabiales | Dentales |             |             | Palatales | Vélaires | Glottales |
| Occlusives   | Sourde       | p [p]      |          | t [t]       |             |           | k [k]    |           |
| Occlusives   | Sonore       | b [b]      |          | d [d]       |             |           | g [g]    |           |
| Fricative    | Fricative    |            |          | s [s]       |             |           | x [x]    | h [h]     |
| Affriquée    | Affriquée    |            |          | z [dz]      |             |           |          |           |
| Nasale       | Nasale       | m [m]      |          | n [n]       |             |           | ŋ [ŋ]    |           |
| Liquide      | Liquide      |            | r [r]    |             | l [l]       |           |          |           |
| Semi-voyelle | Semi-voyelle | w [w]      |          |             |             | y [j]     |          |           |

## Sources
- (en) Robert Blust, « Notes on Pazeh Phonology and Morphology », Oceanic Linguistics, vol. 38, no 2,‎ 1999, p. 321-365 (JSTOR 3623296)